# Zsidó kórház (Kolozsvár)

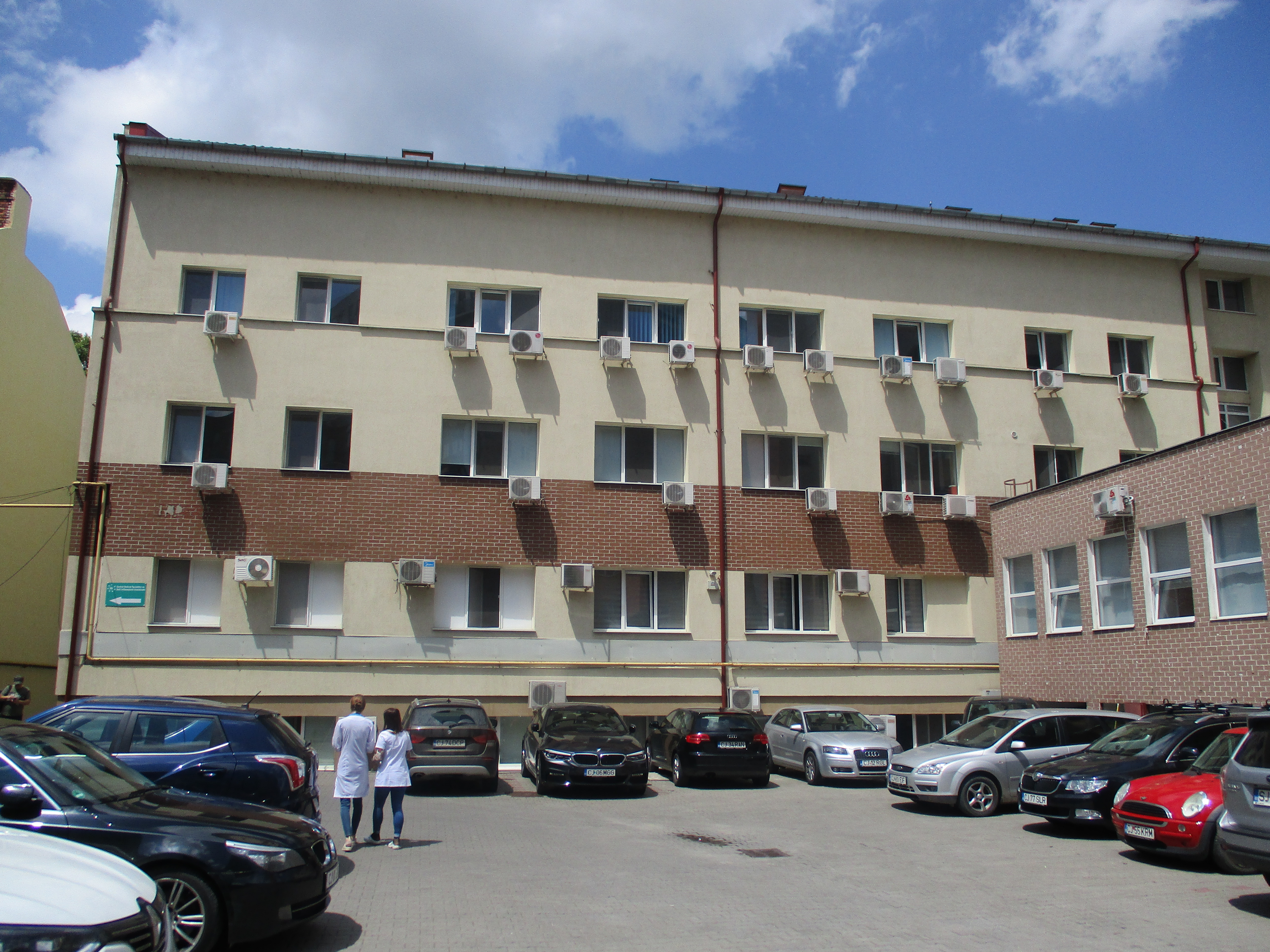

A kolozsvári zsidó kórház a város egyik egészségügyi intézménye volt a két világháború között. Épülete a Nagyszamos utca (str. Iașilor) és a Mikes Kelemen utca (str. Croitorilor) között helyezkedett el; napjainkban itt alakították ki az Iuliu Hațieganu Orvosi és Gyógyszerészeti Egyetem III. számú klinikáját. A történelmi városközpont illetve a Széchenyi tér és környéke részeként műemléki védettség alatt áll; ezek az országos műemlékjegyzékben a CJ-II-a-A-07244 illetve CJ-II-a-B-07415 LMI-kód alatt szerepelnek.

## Története
Glasner Mózes főrabbi már 1907-ben felvetette a zsidó kórház alapításának ötletét, de az ekkor mintegy hétezer fős kolozsvári zsidóság nem igényelte ezt, hiszen az egyetemi klinikákon megfelelő ellátásban részesültek. Az első világháborút és a hatalomváltást követően, 1920-ban ismét szóba került a kórház ügye. 1921. július 17-én Wertheimer Miksa elnökletével megalakult az Országos Zsidó Kórházegyesület, amelynek célja egy saját kórház létrehozása volt. Az egyesület forrásgyűjtő tevékenysége azonban a háború utáni gazdasági válság miatt eredménytelen maradt. 1927. októberben Sebestyén Dávid építési vállalkozó (az ortodox zsidó hitközség elnöke) és felesége aranylakodalmuk alkalmából egymillió lejt adományozott a kórházépítésre. Az ennek kiegészítésére indított országos gyűjtés eredménye további tízmillió lej lett, így sikerült az építkezést elindítani. A Kis-Szamos partján fekvő telket szintén Sebestyén Dávid adományozta, a szervezést fia, Sebestyén József ügyvéd irányította.
1928. május 20-án megnyílt a kórház sürgősségi osztálya, 1929. november 10-én a szülészet-nőgyógyászat, sebészet, szemészet és röntgenosztály. 1930-ban megalakult a Paul Ehrlich Orvostudományi Egyesület, amely a város egyik legtekintélyesebb szakmai fórumává vált; 1930 és 1938 között 107 tudományos ülést tartottak. A kórház számos orvosa Párizsban, Berlinben, Bécsben és Zürichben szakosodott.
1931-ben a kórház új szárnnyal bővült, ahol a gyermekgyógyászat, belgyógyászat és klinikai laboratórium kaptak helyet. Az 1931. szeptember 31-én tartott megnyitó ünnepséget Sebestyén József nyitotta meg, és beszédet tartott Glasner Akiba ortodox rabbi, Victor Hodor államtitkár, dr. Iuliu Hațieganu belgyógyász, az I. Ferdinánd Király Tudományegyetem rektora és dr. Victor Papilian anatómiatanár, az orvosi kar dékánja (egyben a kolozsvári román színház és opera igazgatója). Az intézmény ekkor kapta a Sebestyén Dávid és Neje Zsidó Közkórház nevet.
Az intézményben nem kizárólag zsidó betegeket kezeltek; 1936-ban a betegek 35%-a, 1940-ben 50%-a tartozott más felekezethez. A betegek egy részét díjmentesen kezelték; ezek aránya 1936-ban 25%, 1940-ben 25-30% volt.
1938-ban új, háromszintes kórházpavilon építését tervezték, de az építkezés félbemaradt.
A második bécsi döntést követően, 1941. október 19-én megalakult a magyar törvények szerinti orvoskamara, ahova a 233 zsidó jelentkezőből csak 36-ot vettek fel. A kórház orvoshiánnyal küzdött, mert az orvosok nem kaptak működési engedélyt, vagy pedig munkaszolgálatra kényszerültek. 1944. májusban a deportálások megkezdésekor a kórházat a helyi MÁV-kórházhoz csatolták. 1944-ben az orvosegyesület legtöbb tagja a kauferingi koncentrációs táborban lelte halálát.
1946. augusztus 26-án tartották a Zsidó Kórházegyesület újjáalakuló gyűlését. A kórház nyolc orvossal újra működött, és tervezték a félbehagyott épület befejezését is.
1948. november 2-án a többi magánkórházzal együtt a zsidó kórházat is államosították, ekkor a neve Spitalul Public Evreiesc de Stat (Állami Zsidó Közkórház) lett. Az 1950-es évek elején a kórházat 3-as számú belgyógyászati klinikává minősítették át.
Utóbb a telken több új kórházépületet is létesítettek. A Nagyszamos utca felől a 3. számú sebészeti klinika (Clinica Chirurgie III.), a Mikes Kelemen utca felől a 3. számú belgyógyászat (Clinica Medicală III.) található.

## Igazgatói
- Steiner Pál sebész 1929–1930
- Fenichel Mór belgyógyász 1930–?
- Roth Marcell sebész (?–1942)
- Steiner Pál sebész 1944–1945
- Keresztesi Ferenc belgyógyász (1945 után, átmenetileg)
- Goldberger Ede bőrgyógyász (1946)
- Vass Zoltán fogorvos (1947–1948-as államosításig)
- Köppich Ferenc belgyógyász (1948-as államosítástól – 1952 körülig)